# Georges Lonque
Georges Lonque (né le 8 novembre 1900 à Gand et décédé à Bruxelles le 3 mars 1967) est un compositeur belge. Il est le fils de Séraphin Lonque (1873-1943) et le frère d'Armand Lonque (1908-1979). Il est premier violon solo au Théâtre Royal de Gand, professeur au Conservatoire royal de Gand. 
En 1929, il obtient le Prix de Rome belge pour sa cantate Antigone. Sa musique subit les influences des impressionnistes français puis se dégage petit à petit pour atteindre un style propre. 

## Œuvres

### Orchestre
- Aura, 1930

### Musique vocale
- Antigone, cantate, 1929

### Musique de chambre
- Images d'orient pour alto et piano, opus 20, (1930) ; Éditions Alphonse Leduc ; CeBeDeM

### Pour piano
- Danse espagnole, opus 10
- Nuits d'automne, opus 11
- Danse mauresque, opus 29
- Voilier, opus 42
- Tableaux d'une chambre bleue, opus 43
- Nocturne, opus 45

## Discographie sélective
- Œuvres pour piano de Joseph Jongen, Georges Lonque ; Hans Ryckelynck, piano ; label Phaedra 92049